# Lastva (Trebinje, BiH)
Lastva je naseljeno mjesto u gradu Trebinju, Republika Srpska, BiH.

## Stanovništvo

### 1991.
Nacionalni sastav stanovništva 1991. godine, bio je sljedeći:
ukupno: 523
- Muslimani - 216
- Srbi - 183
- Hrvati - 5
- Jugoslaveni - 67
- ostali, neopredijeljeni i nepoznato - 52

### 2013.
Nacionalni sastav stanovništva 2013. godine, bio je sljedeći:
ukupno: 374
- Srbi - 346
- Bošnjaci - 7
- Hrvati - 6
- ostali, neopredijeljeni i nepoznato - 15